# Campionati mondiali di ginnastica artistica 2009 - Cavallo con maniglie
La finale di specialità al cavallo con maniglie ai Campionati Mondiali si è svolta alla North Greenwich Arena di Londra, Inghilterra il 17 ottobre 2009. Zhang Hongtao diventa per la prima volta campione mondiale, battendo l'ungherese e secondo classificato Krisztián Berki.

## Podio

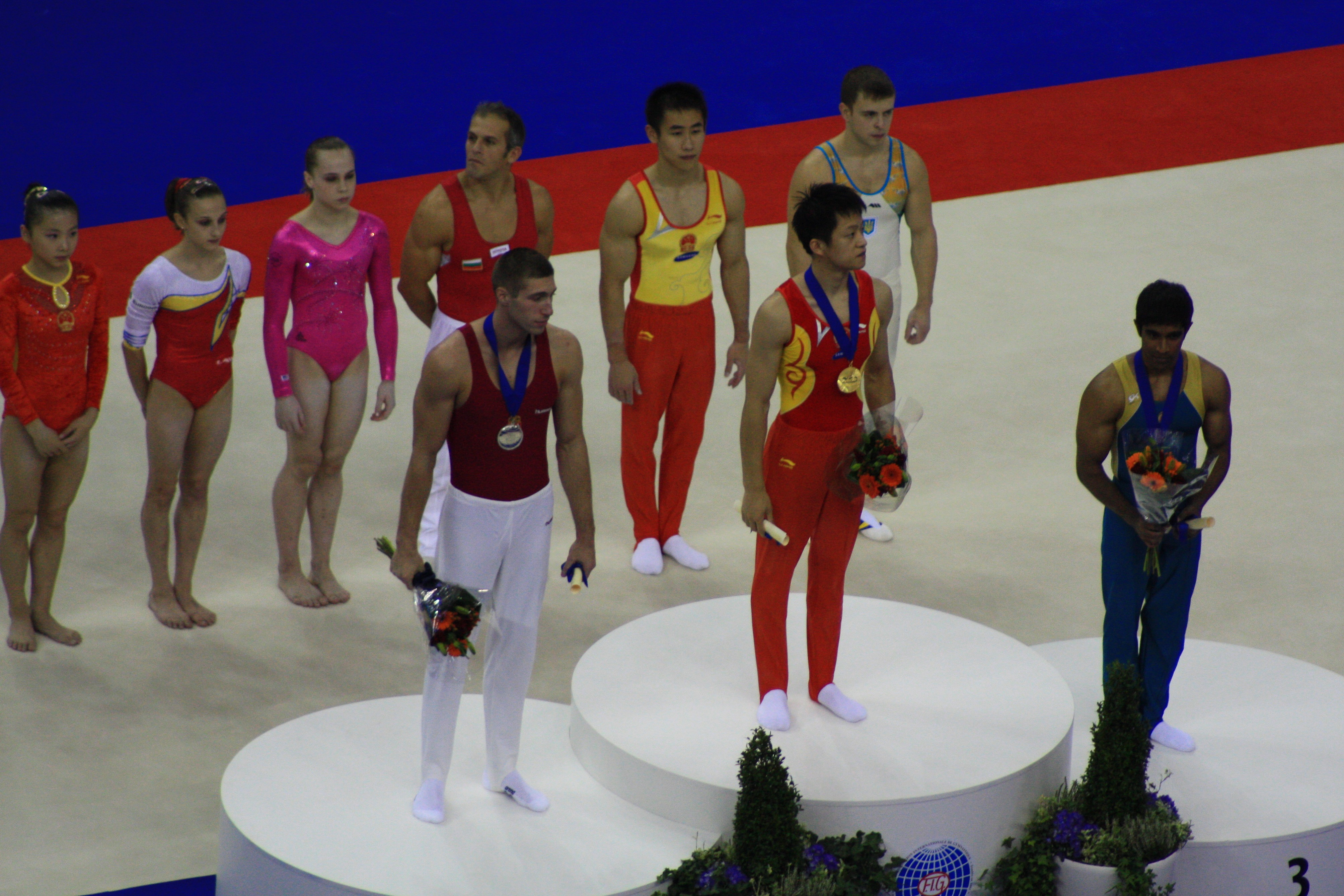
Il podio: Krisztián Berki (sinistra), Zhang Hongtao (centro) e Prashanth Sellathurai.

| Oro                | Argento                  | Bronzo                          |
| Zhang Hongtao Cina | Krisztián Berki Ungheria | Prashanth Sellathurai Australia |

## Partecipanti
|             | Nome            | Nazionalità | Data di Nascita | Età     |
| ----------- | --------------- | ----------- | --------------- | ------- |
| Più giovane | Louis Smith     | Regno Unito | 22/04/89        | 20 anni |
| Più vecchio | Krisztián Berki | Ungheria    | 18/03/85        | 24 anni |

## Classifica
| Rank    | Gymnast               | D Score | E Score | Pen. | Total  |
| ------- | --------------------- | ------- | ------- | ---- | ------ |
| Oro     | Zhang Hongtao         | 6.600   | 9.600   | —    | 16.200 |
| Argento | Krisztián Berki       | 6.900   | 9.175   | —    | 16.075 |
| Bronzo  | Prashanth Sellathurai | 6.600   | 8.800   | —    | 15.400 |
| 4       | Cyril Tommasone       | 6.500   | 8.725   | —    | 15.225 |
| 5       | Timothy Mcneill       | 6.400   | 8.750   | —    | 15.150 |
| 6       | Flavius Koczi         | 6.600   | 8.375   | —    | 14.975 |
| 7       | Robert Seligman       | 6.100   | 8.650   | —    | 14.750 |
| 8       | Louis Smith           | 6.600   | 7.850   | —    | 14.450 |